# Interkontinentální pohár
Interkontinentální pohár (anglicky Intercontinental Cup, do r. 1980 European/South American Cup) byl každoročně konajícím se pohárem, ve kterém se utkal vítěz Evropské Ligy mistrů a vítěz Poháru osvoboditelů, což je jihoamerická obdoba evropské Ligy mistrů; zástupci dvou nejrozvinutějších kontinentů ve fotbale. Tento pohár byl sponzorován společností Toyota a byl tedy označován i jako Toyota Cup.
Od roku 1960 do roku 1979 se hrál systémem doma-venku (mimo roku 1973, kdy se hrálo na jeden zápas na neutrální půdě) a v letech 1980 až 2004 se hrál vždy na jeden zápas v Japonsku. Roku 2004 soutěž zanikla a byla nahrazena Mistrovstvím světa ve fotbale klubů. V roce 2017 FIFA oficiálně uznala všechny tituly jako mistry světa klubů se stejným postavením vítězům Světového poháru klubů FIFA nebo oficiální (de jure) mistři světa de jure.

## Jednotlivé ročníky
Viz též: Seznam fotbalových klubů – mistrů světa

| Ročník      | Místo utkání      | Vítěz                                                         | Výsledky          | Poražený finalista       | Poznámka                                                                                               |
| ----------- | ----------------- | ------------------------------------------------------------- | ----------------- | ------------------------ | --- |
| 1960 Detail | Montevideo        | Real Madrid Trenér Miguel Muñoz Soupiska Zde                  | 0 : 0             | CA Peñarol               | |
| 1960 Detail | Madrid            | Real Madrid Trenér Miguel Muñoz Soupiska Zde                  | 5 : 1             | CA Peñarol               | |
| 1961 Detail | Lisabon           | CA Peñarol Trenér Roberto Scarone Soupiska Zde                | 0 : 1             | SL Benfica               | Oba týmy vyhrály jeden zápas. O titulu tak rozhodl opakovaný zápas v Montevideu (2:1 pro Peñarol).     |
| 1961 Detail | Montevideo        | CA Peñarol Trenér Roberto Scarone Soupiska Zde                | 5 : 0             | SL Benfica               | Oba týmy vyhrály jeden zápas. O titulu tak rozhodl opakovaný zápas v Montevideu (2:1 pro Peñarol).     |
| 1962 Detail | Rio de Janeiro    | Santos FC Trenér Luís Alonso Pérez Soupiska Zde               | 3 : 2             | SL Benfica               | |
| 1962 Detail | Lisabon           | Santos FC Trenér Luís Alonso Pérez Soupiska Zde               | 5 : 2             | SL Benfica               | |
| 1963 Detail | Milán             | Santos FC Trenér Luís Alonso Pérez Soupiska Zde               | 2 : 4             | AC Milán                 | Oba týmy vyhrály jeden zápas. Rozhodující zápas v Rio de Janeiru 1:0 pro Santos.                       |
| 1963 Detail | Rio de Janeiro    | Santos FC Trenér Luís Alonso Pérez Soupiska Zde               | 4 : 2             | AC Milán                 | Oba týmy vyhrály jeden zápas. Rozhodující zápas v Rio de Janeiru 1:0 pro Santos.                       |
| 1964 Detail | Avellaneda        | FC Internazionale Milano Trenér Helenio Herrera Soupiska Zde  | 0 : 1             | CA Independiente         | Oba týmy vyhrály jeden zápas. Rozhodující zápas na neutrální půdě v Madridě 1:0 pro Inter.             |
| 1964 Detail | Milán             | FC Internazionale Milano Trenér Helenio Herrera Soupiska Zde  | 2 : 0             | CA Independiente         | Oba týmy vyhrály jeden zápas. Rozhodující zápas na neutrální půdě v Madridě 1:0 pro Inter.             |
| 1965 Detail | Milán             | FC Internazionale Milano Trenér Helenio Herrera Soupiska Zde  | 3 : 0             | CA Independiente         | |
| 1965 Detail | Avellaneda        | FC Internazionale Milano Trenér Helenio Herrera Soupiska Zde  | 0 : 0             | CA Independiente         | |
| 1966 Detail | Montevideo        | CA Peñarol Trenér Roque Máspoli Soupiska Zde                  | 2 : 0             | Real Madrid              | |
| 1966 Detail | Madrid            | CA Peñarol Trenér Roque Máspoli Soupiska Zde                  | 2 : 0             | Real Madrid              | |
| 1967 Detail | Glasgow           | Racing Club Trenér Juan Pizzuti Soupiska Zde                  | 0 : 1             | Celtic FC                | Oba týmy vyhrály jeden zápas. Rozhodující zápas na neutrální půdě v Montevideu vyhrál Racing Club 1:0. |
| 1967 Detail | Avellaneda        | Racing Club Trenér Juan Pizzuti Soupiska Zde                  | 2 : 1             | Celtic FC                | Oba týmy vyhrály jeden zápas. Rozhodující zápas na neutrální půdě v Montevideu vyhrál Racing Club 1:0. |
| 1968 Detail | Buenos Aires      | Estudiantes Trenér Osvaldo Zubeldía Soupiska Zde              | 1 : 0             | Manchester United        | |
| 1968 Detail | Manchester        | Estudiantes Trenér Osvaldo Zubeldía Soupiska Zde              | 1 : 1             | Manchester United        | |
| 1969 Detail | Milán             | AC Milán Trenér Nereo Rocco Soupiska Zde                      | 3 : 0             | Estudiantes              | Od tohoto ročníku nerozhodoval počet vyhraných zápasů, ale sečtené skóre.                              |
| 1969 Detail | Buenos Aires      | AC Milán Trenér Nereo Rocco Soupiska Zde                      | 1 : 2             | Estudiantes              | Od tohoto ročníku nerozhodoval počet vyhraných zápasů, ale sečtené skóre.                              |
| 1970 Detail | Buenos Aires      | Feyenoord Trenér Ernst Happel Soupiska Zde                    | 2 : 2             | Estudiantes              | |
| 1970 Detail | Rotterdam         | Feyenoord Trenér Ernst Happel Soupiska Zde                    | 1 : 0             | Estudiantes              | |
| 1971 Detail | Athény            | Nacional Montevideo Trenér Washington Etchamendi Soupiska Zde | 1 : 1             | Panathinaikos FC         | |
| 1971 Detail | Montevideo        | Nacional Montevideo Trenér Washington Etchamendi Soupiska Zde | 2 : 1             | Panathinaikos FC         | |
| 1972 Detail | Avellaneda        | AFC Ajax Trenér Ștefan Kovács Soupiska Zde                    | 1 : 1             | CA Independiente         | |
| 1972 Detail | Amsterdam         | AFC Ajax Trenér Ștefan Kovács Soupiska Zde                    | 3 : 0             | CA Independiente         | |
| 1973 Detail | Řím               | CA Independiente Trenér Roberto Ferreiro Soupiska Zde         | 1 : 0             | Juventus FC              | Hráno pouze na jeden zápas na neutrální půdě v Římě.                                                   |
| 1974 Detail | Avellaneda        | Atlético Madrid Trenér Luis Aragonés Soupiska Zde             | 0 : 1             | CA Independiente         | |
| 1974 Detail | Madrid            | Atlético Madrid Trenér Luis Aragonés Soupiska Zde             | 2 : 0             | CA Independiente         | |
| 1975        | Ročník neodehrán. | Ročník neodehrán.                                             | Ročník neodehrán. | Ročník neodehrán.        | Ročník neodehrán.                                                                                      |
| 1976 Detail | Mnichov           | FC Bayern Mnichov Trenér Dettmar Cramer Soupiska Zde          | 2 : 0             | Cruzeiro                 | |
| 1976 Detail | Belo Horizonte    | FC Bayern Mnichov Trenér Dettmar Cramer Soupiska Zde          | 0 : 0             | Cruzeiro                 | |
| 1977 Detail | Buenos Aires      | CA Boca Juniors Trenér Juan Carlos Lorenzo Soupiska Zde       | 2 : 2             | Borussia Mönchengladbach | |
| 1977 Detail | Mönchengladbach   | CA Boca Juniors Trenér Juan Carlos Lorenzo Soupiska Zde       | 3 : 0             | Borussia Mönchengladbach | |
| 1978        | Ročník neodehrán. | Ročník neodehrán.                                             | Ročník neodehrán. | Ročník neodehrán.        | Ročník neodehrán.                                                                                      |
| 1979 Detail | Malmö             | Club Olimpia Trenér Luis Cubilla a Pedro Cubilla Soupiska Zde | 1 : 0             | Malmö FF                 | |
| 1979 Detail | Asunción          | Club Olimpia Trenér Luis Cubilla a Pedro Cubilla Soupiska Zde | 2 : 1             | Malmö FF                 | |
| 1980 Detail | Tokio             | Nacional Montevideo Trenér Juan Mujica Soupiska Zde           | 1 : 0             | Nottingham Forest        | |
| 1981 Detail | Tokio             | Flamengo Trenér Paulo César Carpegiani Soupiska Zde           | 3 : 0             | Liverpool FC             | |
| 1982 Detail | Tokio             | CA Peñarol Trenér Hugo Bagnulo Soupiska Zde                   | 2 : 0             | Aston Villa FC           | |
| 1983 Detail | Tokio             | Grêmio Trenér Valdir Espinosa Soupiska Zde                    | 2 : 1             | Hamburger SV             | |
| 1984 Detail | Tokio             | CA Independiente Trenér José Omar Pastoriza Soupiska Zde      | 1 : 0             | Liverpool FC             | |
| 1985 Detail | Tokio             | Juventus FC Trenér Giovanni Trapattoni Soupiska Zde           | 2 : 2             | Argentinos Juniors       | Juventus zvítězil 4:2 na penalty.                                                                      |
| 1986 Detail | Tokio             | CA River Plate Trenér Héctor Veira Soupiska Zde               | 1 : 0             | Steaua Bukurešť          | |
| 1987 Detail | Tokio             | FC Porto Trenér Tomislav Ivić Soupiska Zde                    | 2 : 1             | CA Peñarol               | v prodloužení                                                                                          |
| 1988 Detail | Tokio             | Nacional Montevideo Trenér Roberto Fleitas Soupiska Zde       | 2 : 2             | PSV Eindhoven            | Nacional Montevideo zvítězil 7:6 na penalty.                                                           |
| 1989 Detail | Tokio             | AC Milán Trenér Arrigo Sacchi Soupiska Zde                    | 1 : 0             | Atlético Nacional        | |
| 1990 Detail | Tokio             | AC Milán Trenér Arrigo Sacchi Soupiska Zde                    | 3 : 0             | Club Olimpia             | |
| 1991 Detail | Tokio             | FK Crvena zvezda Trenér Vladica Popović Soupiska Zde          | 3 : 0             | Colo-Colo                | |
| 1992 Detail | Tokio             | São Paulo FC Trenér Telê Santana da Silva Soupiska Zde        | 2 : 1             | FC Barcelona             | |
| 1993 Detail | Tokio             | São Paulo FC Trenér Telê Santana da Silva Soupiska Zde        | 3 : 2             | AC Milán                 | Evropské Marseille bylo kvůli úplatkářskému skandálu vyloučeno.                                        |
| 1994 Detail | Tokio             | CA Vélez Sarsfield Trenér Carlos Bianchi Soupiska Zde         | 2 : 0             | AC Milán                 | |
| 1995 Detail | Tokio             | AFC Ajax Trenér Louis van Gaal Soupiska Zde                   | 0 : 0             | Grêmio                   | Ajax vyhrál 4:3 na penalty.                                                                            |
| 1996 Detail | Tokio             | Juventus FC Trenér Marcello Lippi Soupiska Zde                | 1 : 0             | CA River Plate           | |
| 1997 Detail | Tokio             | Borussia Dortmund Trenér Nevio Scala Soupiska Zde             | 2 : 0             | Cruzeiro                 | |
| 1998 Detail | Tokio             | Real Madrid Trenér Guus Hiddink Soupiska Zde                  | 2 : 1             | CR Vasco da Gama         | |
| 1999 Detail | Tokio             | Manchester United FC Trenér Alex Ferguson Soupiska Zde        | 1 : 0             | Palmeiras                | |
| 2000 Detail | Tokio             | CA Boca Juniors Trenér Carlos Bianchi Soupiska Zde            | 2 : 1             | Real Madrid              | |
| 2001 Detail | Tokio             | FC Bayern Mnichov Trenér Ottmar Hitzfeld Soupiska Zde         | 1 : 0             | CA Boca Juniors          | v prodloužení                                                                                          |
| 2002 Detail | Jokohama          | Real Madrid Trenér Vicente del Bosque Soupiska Zde            | 2 : 0             | Club Olimpia             | |
| 2003 Detail | Jokohama          | CA Boca Juniors Trenér Carlos Bianchi Soupiska Zde            | 1 : 1             | AC Milán                 | Boca vyhrála 3:1 na penalty.                                                                           |
| 2004 Detail | Jokohama          | FC Porto Trenér Víctor Fernández Soupiska Zde                 | 0 : 0             | Once Caldas              | Porto vyhrálo 8:7 na penalty.                                                                          |

## Nejúspěšnější týmy
| Tým                      | Počet vítězství | Roky               | 2. místo | Roky                     |
| ------------------------ | --------------- | ------------------ | -------- | ------------------------ |
| AC Milán                 | 3               | (1969, 1989, 1990) | 4        | (1963, 1993, 1994, 2003) |
| CA Peñarol               | 3               | (1961, 1966, 1982) | 2        | (1960, 1987)             |
| Real Madrid              | 3               | (1960, 1998, 2002) | 2        | (1966, 2000)             |
| CA Boca Juniors          | 3               | (1977, 2000, 2003) | 1        | (2001)                   |
| Nacional Montevideo      | 3               | (1971, 1980, 1988) | —        | —                        |
| CA Independiente         | 2               | (1973, 1984)       | 4        | (1964, 1965, 1972, 1974) |
| Juventus FC              | 2               | (1985, 1996)       | 1        | (1973)                   |
| Santos FC                | 2               | (1962, 1963)       | —        | —                        |
| FC Internazionale Milano | 2               | (1964, 1965)       | —        | —                        |
| São Paulo FC             | 2               | (1992, 1993)       | —        | —                        |
| AFC Ajax                 | 2               | (1972, 1995)       | —        | —                        |
| FC Bayern Mnichov        | 2               | (1976, 2001)       | —        | —                        |
| FC Porto                 | 2               | (1987, 2004)       | —        | —                        |
| Estudiantes de La Plata  | 1               | (1968)             | 2        | (1969, 1970)             |
| Club Olimpia             | 1               | (1979)             | 2        | (1990, 2002)             |
| Grêmio                   | 1               | (1983)             | 1        | (1995)                   |
| CA River Plate           | 1               | (1986)             | 1        | (1996)                   |
| Manchester United FC     | 1               | (1999)             | 1        | (1968)                   |
| Racing Club              | 1               | (1967)             | —        | —                        |
| Feyenoord                | 1               | (1970)             | —        | —                        |
| Atlético Madrid          | 1               | (1974)             | —        | —                        |
| Flamengo                 | 1               | (1981)             | —        | —                        |
| FK Crvena zvezda         | 1               | (1991)             | —        | —                        |
| CA Vélez Sarsfield       | 1               | (1994)             | —        | —                        |
| Borussia Dortmund        | 1               | (1997)             | —        | —                        |
| SL Benfica               | —               | —                  | 2        | (1961, 1962)             |
| Liverpool FC             | —               | —                  | 2        | (1981, 1984)             |
| Cruzeiro                 | —               | —                  | 2        | (1976, 1997)             |
| Celtic FC                | —               | —                  | 1        | (1967)                   |
| Panathinaikos FC         | —               | —                  | 1        | (1971)                   |
| Borussia Mönchengladbach | —               | —                  | 1        | (1977)                   |
| Malmö FF                 | —               | —                  | 1        | (1979)                   |
| Nottingham Forest FC     | —               | —                  | 1        | (1980)                   |
| Aston Villa FC           | —               | —                  | 1        | (1982)                   |
| Hamburger SV             | —               | —                  | 1        | (1983)                   |
| Argentinos Juniors       | —               | —                  | 1        | (1985)                   |
| Steaua București         | —               | —                  | 1        | (1986)                   |
| PSV Eindhoven            | —               | —                  | 1        | (1988)                   |
| Atlético Nacional        | —               | —                  | 1        | (1989)                   |
| Colo-Colo                | —               | —                  | 1        | (1991)                   |
| FC Barcelona             | —               | —                  | 1        | (1992)                   |
| CR Vasco da Gama         | —               | —                  | 1        | (1998)                   |
| Palmeiras                | —               | —                  | 1        | (1999)                   |
| Once Caldas              | —               | —                  | 1        | (2004)                   |